# Aglaometra incerta
Aglaometra incerta är en sjöliljeart som först beskrevs av Carpenter 1888.  Aglaometra incerta ingår i släktet Aglaometra och familjen Thalassometridae. Inga underarter finns listade i Catalogue of Life.